# Boris Nikolov
Boris Georgiev Nikolov (in bulgaro Борис Георгиев Николов?; Dobrič, 10 marzo 1929 – Sofia, 29 gennaio 2017) è stato un pugile bulgaro, vincitore della medaglia di bronzo nei pesi medi ai Giochi olimpici estivi di Helsinki 1952.

## Biografia
Iniziò a praticare la boxe nel 1945. Divenne campione bulgaro nei pesi medi leggeri per la prima volta nel 1950 e replicò la vittoria del titolo nazionale fino al 1957. Fu quindi al vertice del pugilato bulgaro per otto anni consecutivi.
Rappresentò la Bulgaria ai Giochi olimpici estivi di Helsinki 1952, nel corso dei quali superò il britannico Terry Gooding al secondo turno, il tedesco Dieter Wemhöner ai quarti di finale e rimase sconfitto dal rumeno Vasile Tiţă in semifinale. Divenne così il primo bulgaro a vincere una medaglia olimpica.
Prese parte ai campionati europei dilettanti di Varsavia 1953, Berlino Ovest 1955 e Praga 1957.
Ai Giochi olimpici di Melbourne 1956 fu alfiere per il proprio Paese e gareggiò nella categoria dei pesi medio-leggeri senza riuscire a salire sul podio, estromesso dal torneo dal polacco Zbigniew Pietrzykowski, dopo una sconfitta ai punti.
Nella vita privata, ebbe una carriera nell'aeronautica bulgara, che servì per 33 anni, ritirandosi con il grado di tenente colonnello. In seguito, divenne allenatore di pugilato a Dobrič, sua città natale.
Morì a Sofia nel 2017, all'età di 87 anni.

## Palmarès
- Giochi olimpici

Helsinki 1952:  Bronzo nei pesi medi;
- Campione bulgaro dei pesi medi leggeri:

8 titoli (1950, 1951, 1952, 1953, 1954, 1955, 1956, 1957)